# Prodoxus quinquepunctellus
Prodoxus quinquepunctellus (Chambers, 1875) è un lepidottero appartenente alla famiglia Prodoxidae, diffuso in America settentrionale.

## Etimologia
L'epiteto specifico si forma dalla combinazione del termine latino quinquě (= cinque) e di punctellus, diminutivo di punctus, variante latino-tarda di punctum (= puntino), con riferimento alla colorazione delle ali.

## Descrizione

### Adulto
Si tratta di piccole falene diurne, alquanto primitive, che presentano nervatura alare di tipo eteroneuro e apparato riproduttore femminile provvisto di un'unica apertura, funzionale sia all'accoppiamento, sia all'ovodeposizione.
Il corpo appare meno robusto rispetto a quello di Tegeticula yuccasella. L'apertura alare può variare da 12 a 19 mm nei maschi e da 13 a 23 mm nelle femmine.

#### Capo
Il capo è ricoperto di scaglie piliformi di colore bianco.
Gli ocelli sono assenti, come pure i chaetosemata. Gli occhi sono di dimensione media, con un diametro di poco eccedente la larghezza della fronte. La spirotromba è funzionale ma solo leggermente più lunga dei palpi mascellari. I lobi piliferi sono ben sviluppati, mentre le mandibole sono vestigiali, benché pronunciate. I palpi mascellari sono allungati e costituiti da cinque articoli, il quarto dei quali è lungo oltre il doppio del terzo. In ambo i sessi non è presente quella sorta di "tentacolo mascellare" spesso riscontrabile nelle femmine di Tegeticula e Parategeticula. I palpi labiali, anch'essi di colore bianco, sono invece trisegmentati e corti, con l'ultimo segmento lungo circa la metà del secondo.
Le antenne sono lunghe poco più della metà della costa dell'ala anteriore; sono moniliformi e non clavate, di colore bianco nella metà basale e più scure distalmente.

#### Torace
L'ala anteriore è lanceolata (la lunghezza è circa il triplo della larghezza), con apice acuto e colorazione bianca uniforme; in alcuni esemplari, tuttavia, sono chiaramente visibili fino a 12 macchie nerastre disposte lungo la costa e il termen, oltre a un numero di macchie compreso tra 1 e 5, anch'esse nerastre, disposte a delimitare la cellula discale. Il tornus non è individuabile. I microtrichi sono presenti su tutta l'ala. Il termen è convesso e manca una macchia discale. Rs4 termina sulla costa, mentre 1A+2A è biforcata solo alla base. La pagina inferiore dell'ala è di un bruno non molto carico.
L'ala posteriore presenta un apice più arrotondato, ed è lievemente più corta dell'anteriore, con una colorazione più scura; appare rivestita di scaglie più strette e piccole rispetto a quelle dell'ala anteriore.
Le frangiature sono completamente bianche in entrambe le ali.
L'accoppiamento alare è di tipo frenato, con frenulum più robusto nei maschi, ed è presente l'apparato di connessione tra ala anteriore e metatorace.
Nelle zampe, l'epifisi è presente e munita di piccolissime setole, così da formare una sorta di pettine, mentre gli speroni tibiali hanno formula 0-2-4. Ogni tarsomero appare nerastro nella parte prossimale e bianco in quella distale.

#### Addome
Nelle femmine, l'apice del VII tergite è semplice e arrotondato.
Nell'apparato genitale maschile, l'apice del tegumen è bilobato, mentre il vinculum è ben strutturato e a forma di "V". Il saccus è poco sviluppato e le valve sono semplici, con 3-6 corte spine per valva. L'edeago è alquanto tozzo e non molto allungato.
Nel genitale femminile, l'ovopositore è ben sviluppato e perforante, a forma di lancia. Si può osservare inoltre un paio di signa stellati sul corpus bursae, di regola con 10-14 raggi. Il ductus bursae è piuttosto corto e non supera la lunghezza delle apofisi.

### Uovo
L'uovo si mostra biancastro e di forma oblunga, con dimensioni comprese tra 0,3 e 0,5 mm di lunghezza, e con un diamentro di 0,2-0,3 mm; non è presente un pedicello. Il chorion appare liscio e provvisto di un reticolo micropilare ridotto.

### Larva
La larva è biancastra, ma la colorazione vira verso il verde chiaro una volta giunta a maturazione; la forma è sub-cilindrica, più tozza anteriormente, con una lunghezza compresa tra 6 e 22 mm.

#### Capo
Il capo è prognato e parzialmente retratto nel torace; ha un frontoclipeo breve, e una colorazione da chiara a molto scura. Si osservano solo tre paia di stemmata.

#### Torace
Le zampe sono assenti e sostituite da calli ambulacrali, condizione tipica delle larve completamente endofite.

#### Addome
Le pseudozampe sono assenti, come pure gli uncini.

### Pupa
La pupa è exarata e relativamente mobile, con appendici libere e ben distinte (pupa dectica).
Nel capo, il vertice è dotato di un rostro frontale molto evidente. Le ali si estendono fin sul V-VII segmento addominale e i segmenti addominali dal II al VII sono mobili in ambo i sessi. Non si osservano spinule sulla superficie dorsale.

## Biologia

### Ciclo biologico
L'uovo viene inserito singolarmente ad una profondità di 1–2 mm nei tessuti del gambo di una pianta di Yucca, ma è stato osservato anche nel peduncolo di un fiore, oppure nell'ovario in formazione. In questa specie l'uovo si schiude circa nove giorni dopo la deposizione.
Le larva sono apode e iniziano di regola a scavare all'interno del gambo del fiore principale, ma possono anche essere attaccate altre parti fiorali oppure la polpa del frutto. Nelle prime fasi di sviluppo, il bruco appare biancastro, ma la colorazione può virare in un verde chiaro una volta raggiunta la maturità. A parte la condizione apoda, per forma e dimensione queste larve ricordano lontanamente quelle di un punteruolo. L'ultimo stadio larvale affronta lo svernameneto, che ha luogo all'interno del proprio riparo tra i tessuti della pianta nutrice. Solitamente, poco prima dell'ibernazione, questi bruchi scavano una piccola camera all'interno degli stati più esterni del gambo di Yucca, lasciando solo un sottile setto come separazione dalla superficie, in modo tale da assicurarsi la futura via d'uscita. A quel punto, si ritirano verso l'interno, intessendosi attorno un bozzolo di seta biancastra, circondato esternamente da frammenti di tessuto vegetale e da escrementi della larva stessa.
L'impupamento avviene durante la primavera all'interno del fusto oppure del frutto di Yucca, prima del periodo di fioritura della pianta ospite. Lo stadio pupale è relativamente breve, inferiore alla settimana. Subito prima dell'emersione, la pupa, che è in grado di effettuare movimenti efficaci, forza lo strato sottile che aveva lasciato come separazione tra la camera larvale e la superficie esterna. Subito dopo essersi parzialmente spinto fuori dal proprio riparo, l'insetto adulto è in grado di emergere; quest'ultima fase ha luogo nelle ore crepuscolari, tra aprile e l'inizio di giugno.
Il picco di presenza degli adulti in volo corrisponde al periodo di fioritura delle Yucca. Si possiedono poche informazioni riguardo alla copula, ma si ritiene che abbia inizio subito dopo lo sfarfallamento, in prossimità dei fiori della pianta nutrice, dal momento che durante il giorno gli esemplari adulti non si allontanano mai molto da questi ultimi. Poco prima della deposizione delle uova, è possibile vedere la femmina ferma lungo il fusto della pianta. Dopo vari tentativi, una volta trovato il punto più idoneo, l'ovopositore viene inserito nei tessuti della pianta ospite e le uova vengono rilasciate singolarmente, ma non a grande profondità, tenuto conto che l'ovopositore ha una lunghezza ridotta. Attorno al punto di inserzione, è possibile che i tessuti vegetali subiscano una lieve decolorazione, che col tempo può lasciare una sorta di piccola cicatrice.

### Periodo di volo
La specie è univoltina, con periodo di volo compreso tra aprile e giugno.

### Alimentazione
I bruchi di P. quinquepunctellus si accrescono esclusivamente su Agavaceae (oppure Asparagaceae secondo APG) appartenenti al genere Yucca; tra queste, citiamo:
- Yucca L., 1753
  - Yucca aloifolia L., 1753
  - Yucca angustissima Engelm. ex Trel., 1902
  - Yucca arkansana Trel., 1902
  - Yucca baccata Torr., 1858
  - Yucca baileyi Wooton & Standl., 1913
  - Yucca campestris McKelvey, 1947
  - Yucca constricta Buckley, 1862
  - Yucca elata (Engelm.) Engelm., 1882
  - Yucca faxoniana Sarg., 1905
  - Yucca filamentosa L., 1753
  - Yucca glauca Nutt., 1813
  - Yucca gloriosa L., 1753
  - Yucca harrimaniae Trel., 1902
  - Yucca intermedia McKelvey, 1947
  - Yucca pallida McKelvey, 1947
  - Yucca rupicola Scheele, 1850
  - Yucca utahensis McKelvey, 1947

### Nemici naturali
Sono noti fenomeni di parassitoidismo ai danni delle larve di P. quinquepunctellus, da parte di imenotteri appartenenti a diverse famiglie:
- Braconidae Nees, 1812
  - Heterospilus prodoxi (Riley, 1880)
- Eurytomidae Walker, 1832
  - Sycophila flammineiventris (Girault, 1920)
- Ichneumonidae Latreille, 1802
  - Calliephialtes notandus (Cresson, 1870)

L'America settentrionale

## Distribuzione e habitat
La specie è a distribuzione esclusivamente neartica, essendone stata documentata la presenza nei seguenti paesi del Nordamerica:
- Canada (Alberta)
- Stati Uniti d'America (Montana, Wyoming, Dakota del Nord, Dakota del Sud, Nebraska, Iowa, Minnesota, Wisconsin, Pennsylvania, New Jersey, New York, Connecticut, Massachusetts, Rhode Island, California, Utah, Colorado, Kansas, Missouri, Illinois, Indiana, Kentucky, Ohio, Virginia Occidentale, Virginia, District of Columbia, Maryland, Delaware, Arizona, Nuovo Messico, Texas, Oklahoma, Arkansas, Louisiana, Mississippi, Tennessee, Alabama, Carolina del Nord, Carolina del Sud, Georgia e Florida)
- Messico (Bassa California, Sonora, Chihuahua, Coahuila e Nuevo León)

L'habitat è rappresentato da praterie e zone aperte, aride e soleggiate, compresi i deserti.

## Tassonomia
Prodoxus quinquepunctellus (Chambers, 1875) - Canad. Ent. 7: 7 - locus typicus: Contea di Bosque (Texas)
La suddetta combinazione è stata utilizzata per la prima volta da Dyar, 1903, J. N.Y. Entomol. Soc. 11: 103 (chiave).

### Sottospecie
Non sono state individuate sottospecie.

### Sinonimi
Sono stati riportati i seguenti sinonimi:
- Hyponomeuta [sic] 5-punctella Chambers, 1875 - Canad. Ent. 7: 7 - locus typicus: Contea di Bosque (Texas)[1]
- Prodoxus 5-punctella [sic] (Chambers, 1875) - Riley, 1880, Am. Ent. 3(6): 143, 144 (sinonimo di Prodoxus decipiens)[21]
- Prodoxus quinquepunctella [sic] (Chambers, 1875) - Riley, 1891, In Smith, List of the Lepidoptera of Boreal America, 97, nº 5182 (sinonimo di Prodoxus decipiens)[29]
- Tegeticula quinquepunctella (Chambers, 1875) - Walsingham, 1914, in Godman & Salvin, Biologia Centrali-Americana 4: 370[30]
- Hyponomeuta [sic] paradoxica Chambers, 1878 - J. Cincinnati Soc. Nat. Hist. 1(3): 149 - locus typicus: non indicato[31]
- Prodoxus paradoxica [sic] (Chambers, 1878) - Chambers, 1880, Am. Entom. 3(7): 177 - locus typicus: non indicato[32]
- Pronuba yuccasella [partim] Chambers, 1877 nec Riley, 1872 - Bull. U.S. Geol. Geog. Surv. Terr. 3: 121 - locus typicus: Colorado Springs (Colorado)[33]
- Pronuba yuccasella Hagen, 1880 (err. ident.) nec Riley, 1872 - Canad. Ent. 12(7): 128 - locus typicus: Dallas (Texas)[34]
- Prodoxus decipiens Riley, 1880 - Am. Entom. 3(6): 141 - locus typicus: non definito, "various Southern States" (cit.)[21]
- Prodoxus decipiens var. 5-punctella - (Chambers, 1875) - Riley, 1881, Proc. Am. Assoc. Adv. Sci. 29: 639 (nota 22)[35]
- Prodoxus quinquepunctella [sic] var. decipiens Riley, 1880 - Forbes, 1923, Cornell Univ. Agric. Exp. Sta. Mem. 68: 74[36]
- Tegeticula decipiens (Riley, 1880) - Walsingham, 1914, in Godman & Salvin, Biologia Centrali-Americana 4: 370 (sinonimo di Tegeticula quinquepunctella)[30]

## Conservazione
Questa specie non è stata inserita nella Lista rossa IUCN.

### Pubblicazioni
- (EN) Althoff, D. M., A test of host-associated differentiation across the 'parasite continuum' in the tri-trophic interaction among yuccas, bogus yucca moths, and parasitoids (abstract), in Molecular Ecology, vol. 17, n. 17, Oxford, Blackwell Science, 2008,  pp. 3917–3927, DOI:10.1111/j.1365-294X.2008.03874.x, ISSN 1365-294X (WC · ACNP), LCCN 2001242189, OCLC 39265322, PMID 18662219.
- (EN) Althoff, D. M., Groman, J. D., Segraves, K. A., and Pellmyr, O., Phylogeographic structure in the bogus yucca moth Prodoxus quinquepunctellus (Prodoxidae): comparisons with coexisting pollinator yucca moths (abstract), in Molecular Phylogenetics and Evolution, vol. 21, n. 1, Orlando, FL, Academic Press, 2001,  pp. 117–127, DOI:10.1006/mpev.2001.0995, ISSN 1055-7903 (WC · ACNP), LCCN 93648932, OCLC 118599858, PMID 11603942.
- (EN) Althoff, D. M. and Pellmyr, O., Examining genetic structure in a bogus yucca moth: a sequential approach to phylogeography (abstract), in Evolution, vol. 56, n. 8, Lancaster, PA., Society for the Study of Evolution, agosto 2002,  pp. 1632–1643, DOI:10.1554/0014-3820(2002)056[1632:EGSIAB]2.0.CO;2, ISSN 0014-3820 (WC · ACNP), LCCN 51004882, OCLC 5152300306, PMID 12353756.
- (EN) Althoff, D. M.; Segraves, K. A.; Smith, C. I.; Leebens-Mack, J; and Pellmyr, O., Geographic isolation trumps coevolution as a driver of yucca and yucca moth diversification (abstract), in Molecular Phylogenetics and Evolution, vol. 62, n. 3, Orlando, FL, Academic Press, marzo 2012,  pp. 898–906, DOI:10.1016/j.ympev.2011.11.024, ISSN 1055-7903 (WC · ACNP), LCCN 93648932, OCLC 776404608, PMID 22178365.
- (EN) Althoff, D. M.; Segraves, K. A. and Sparks, J. P., Characterizing the interaction between the bogus yucca moth and yuccas: do bogus yucca moths impact yucca reproductive success? (abstract), in Oecologia, vol. 140, n. 2, Berlino, Springer-Verlag, luglio 2004,  pp. 321–327, DOI:10.1007/s00442-004-1584-5, ISSN 0029-8549 (WC · ACNP), LCCN 73421964, OCLC 5659165350, PMID 15170561.
- (EN) Althoff, D. M.; Svensson, G. P.; Pellmyr, O., The influence of interaction type and feeding location on the phylogeographic structure of the yucca moth community associated with Hesperoyucca whipplei (abstract), in Molecular Phylogenetics and Evolution, vol. 43, n. 2, Orlando, FL., Academic Press, 20 ottobre 2006,  pp. 398–406, DOI:10.1016/j.ympev.2006.10.015, ISSN 1055-7903 (WC · ACNP), LCCN 93648932, OCLC 173818114, PMID 17116409.
- (EN) Bao, T. & Addicott, J. F., Cheating in mutualism: Defection of Yucca baccata against its yucca moths (abstract), in Ecology Letters, vol. 1, n. 3, Oxford, Blackwell Science, novembre 1998,  pp. 155–159, DOI:10.1046/j.1461-0248.1998.00032.x, ISSN 1461-023x (WC · ACNP), LCCN 00242297, OCLC 365604142.
- (PL) Becker, V. O., The taxonomic position of the Cecidosidae. Brèthes (Lepidoptera), in Polskie pismo entomologiczne. Seria B: Entomologia stosowana, vol. 47, Wrocław, Państowowe Wydawn. Naukowe, 1977,  pp. 79–86, ISSN 0554-6060 (WC · ACNP), OCLC 5453738.
- (EN) Bogler, D. J.; Neff, J. L.; Simpson, B. B., Multiple origins of the yucca-yucca moth association (PDF), in Proceedings of the National Academy of Sciences of the United States of America, vol. 92, n. 15, Washington, D.C., The Academy, luglio 1995,  pp. 6864–6867, ISSN 0027-8424 (WC · ACNP), LCCN 16010069, OCLC 119163721, PMID 7624333.
- (EN) Brock, J. P., A contribution towards an understanding of the morphology and phylogeny of the Ditrysian Lepidoptera (abstract), in Journal of Natural History, vol. 5, n. 1, Londra, Taylor & Francis, 1971,  pp. 29–102, DOI:10.1080/00222937100770031, ISSN 0022-2933 (WC · ACNP), LCCN 68007383, OCLC 363169739.
- (EN) Bronstein, J. L. and Ziv, Y., Costs of two non-mutualistic species in a yucca/yucca moth mutualism (abstract), in Oecologia, vol. 112, n. 3, Berlino, Springer-Verlag, ottobre 1997,  pp. 379–385, DOI:10.1007/s004420050323, ISSN 0029-8549 (WC · ACNP), LCCN 73421964, OCLC 4648620735.
- (EN) Brown, J. M., O. Pellmyr, J. N. Thompson & Harrison, R. G., Phylogeny of Greya (Lepidoptera:Prodoxidae), based on nucleotide sequence variation in mitochondrial cytochrome oxidase I and II: congruence with morphological data (PDF) [collegamento interrotto], in Molecular biology and evolution, vol. 11, n. 1, Chicago, University of Chicago Press, gennaio 1994,  pp. 128–141, ISSN 0737-4038 (WC · ACNP), LCCN 90648368, OCLC 117777255.
- (EN) Brown, J. M., O. Pellmyr, J. N. Thompson & Harrison, R. G., Mitochondrial DNA Phylogeny of the Prodoxidae (Lepidoptera: Incurvarioidea) Indicates Rapid Ecological Diversification of Yucca Moths (abstract), in Annals of the Entomological Society of America, vol. 87, n. 6, College Park, Md., Entomological Society of America, 1994b,  pp. 795–802, ISSN 0013-8746 (WC · ACNP), LCCN 08018807, OCLC 201805284.
- (EN) Busck, A., Descriptions of new North American Microlepidoptera (PDF), in Proceedings of the Entomological Society of Washington, vol. 17, n. 2, Washington D.C., Entomological Society of Washington, 7 gennaio 1915,  p. 93, ISSN 0013-8797 (WC · ACNP), LCCN 08018808, OCLC 630167895.
- (EN) Busck, A., On the female genitalia of the Microlepidoptera and their importance in the classification and determination of these moths (PDF), in Bulletin of the Brooklyn Entomological Society, vol. 26, Brooklyn, N.Y., The Society, 1931,  pp. 199–216, ISSN 1051-8940 (WC · ACNP), LCCN 90000415, OCLC 22146677.
- (EN) Chambers, V. T., Tineina from Texas (PDF), in Canadian entomologist, vol. 7, n. 1, Ottawa, Entomological Society of Canada, 31 gennaio 1875,  p. 7, ISSN 0008-347X (WC · ACNP), LCCN agr38000066, OCLC 4662075931.
- (EN) Cahmabers, V. T., The Tineina of Colorado (PDF), in Bulletin of the United States Geological and Geographical Survey of the Territories, vol. 3, Washington, D.C., Government Printing Office, 1877,  pp. 121-142, LCCN sn87028401, OCLC 1269839.
- (EN) Chambers, V. T., On Pronuba yuccasella (Riley), and the habits of some Tineina (PDF), in Journal of the Cincinnati Society of Natural History, vol. 1, n. 3, Cincinnati, The Society, ottobre 1878,  pp. 141-154, 2 figg., ISSN 0885-3487 (WC · ACNP), LCCN 01003088, OCLC 1554732.
- (EN) Chambers, V. T., Pronuba vs. Prodoxus (PDF), in American Entomologist, vol. 3, n. 7, New York, Max Jaegerhuber, luglio 1880,  p. 177, LCCN 87027449, OCLC 370191398.
- (EN) Darwell, C. T.; Fox, K. A.; Althoff, D. M., The roles of geography and founder effects in promoting host-associated differentiation in the generalist bogus yucca moth Prodoxus decipiens (PDF), in Journal of Evolutionary Biology, vol. 27, n. 12, Oxford, Inghilterra; Malden, Mass., Blackwell Science, 18 novembre 2014,  pp. 2706–2718, DOI:10.1111/jeb.12529, ISSN 1010-061X (WC · ACNP), LCCN 00242238, OCLC 5710540516, PMID 25403722.
- (EN) Davis, D. R., A revision of the moths of the subfamily Prodoxinae (Lepidoptera: Incurvariidae), in Bulletin - United States National Museum, vol. 255, Washington, Smithsonian Institution, 1967,  pp. 1-170, ISSN 0362-9236 (WC · ACNP), LCCN 67061144, OCLC 521875.
- (EN) Davis, D. R., A New Family of Monotrysian Moths from Austral South America (Lepidoptera: Palaephatidae), with a Phylogenetic Review of the Monotrysia (PDF), in Smithsonian Contributions to Zoology, vol. 434, Washington D.C., Smithsonian Institution Press, 1986,  pp. iv, 202, DOI:10.5479/si.00810282.434, ISSN 0081-0282 (WC · ACNP), LCCN 85600307, OCLC 12974725.
- (EN) Davis, D. R. and Gentili, P., Andesianidae, a new family of monotrysian moths (Lepidoptera:Andesianoidea) from austral South America (PDF), in Invertebrate Systematics, vol. 17, n. 1, Collingwood, Victoria, CSIRO Publishing, 24 marzo 2003,  pp. 15–26, DOI:10.1071/IS02006, ISSN 1445-5226 (WC · ACNP), OCLC 441542380.
- (EN) Dyar, H. G., A Review of the North American Species of Pronuba and Prodoxus (PDF), in Journal of the New York Entomological Society, vol. 11, n. 2, New York, The Society, 1903,  pp. 102-104, ISSN 1937-2361 (WC · ACNP), LCCN 2009202300, OCLC 47991597.
- (EN) Forbes, W. T. M., The Lepidoptera of New York and neighboring States - [Part 1], Primitive forms, Microlepidoptera, pyraloids, Bombyces (PDF), in Cornell University Agricultural Experiment Station Memoir, vol. 68, Ithaca, N. Y., Cornell University, giugno 1923,  pp. 1-729, ISSN 0096-7254 (WC · ACNP), LCCN sn79009467, OCLC 1385161.
- (EN) Force, D. C. and Thompson, M. L., Parasitoids of the immature stages of several southwestern yucca moths (abstract), in The Southwestern Naturalist, vol. 29, n. 1, Lubbock, TX, Southwestern Association of Naturalists, 23 marzo 1984,  pp. 45–56, ISSN 0038-4909 (WC · ACNP), LCCN 61037740, OCLC 525604174.
- (EN) Girault, A. A., New syrphidoid, cynipoid, and chalcidoid Hymenoptera (PDF), in Proceedings of the United States National Museum, vol. 58, n. 12, Washington, D.C., Smithsonian Institution Press, 1920,  pp. 177–216, ISSN 0096-3801 (WC · ACNP), LCCN sf93093388, OCLC 1259735.
- (EN) Hagen, H. A., A mystery in reference to Pronuba yuccasella (PDF), in Canadian Entomologist, vol. 12, n. 7, London, Ontario, Free Press Steam Printing Company, luglio 1880,  pp. 128-129, ISSN 0008-347X (WC · ACNP), LCCN agr38000066, OCLC 1553087.
- (EN) Kristensen, N. P., Studies on the morphology and systematics of primitive Lepidoptera (Insecta) (abstract), in Steenstrupia, vol. 10, n. 5, Copenaghen, Zoologisk Museum, 1984,  pp. 141–191, ISSN 0375-2909 (WC · ACNP), LCCN 78641716, OCLC 35420370.
- (EN) Kristensen, N. P., Morphology and phylogeny of the lowest Lepidoptera-Glossata: Recent progress and unforeseen problems (PDF), in Bulletin of the Sugadaira Montane Research Centre, vol. 11, University of Tsukuba, 1991,  pp. 105–106, ISSN 0913-6800 (WC · ACNP), OCLC 747190906.
- (EN) Mosher E., A Classification of the Lepidoptera Based on Characters of the Pupa, in Bulletin of the Illinois State Laboratory of Natural History, vol. 1912, n. 2, Urbana, Illinois, Illinois State Laboratory of Natural History, marzo 1916,  p. 62, DOI:10.5962/bhl.title.70830, ISSN 0073-5272 (WC · ACNP), LCCN 16027309, OCLC 2295354.
- (EN) Nielsen, E. S., Incurvariidae and Prodoxidae from the Himalayan Area (Lepidoptera : Gracillariidae) (PDF), in Insecta matsumurana: Journal of the Faculty of Agriculture Hokkaido University series entomology. New series., vol. 26, Sapporo, Hokkaido University, dicembre 1982,  pp. 187–200, ISSN 0020-1804 (WC · ACNP), LCCN 62034572, OCLC 677408285. URL consultato il 9 febbraio 2017 (archiviato dall'url originale il 18 luglio 2011).
- (EN) Nielsen, E. S. & Davis, D. R., The first southern hemisphere prodoxid and the phylogeny of the Incurvarioidea (Lepidoptera) (PDF), in Systematic Entomology, vol. 10, n. 3, Oxford, Blackwell Science, luglio 1985,  pp. 307–322, ISSN 0307-6970 (WC · ACNP), OCLC 4646400693.
- (EN) Nielsen, E. S. & Kristensen, N. P., The Australian moth family Lophocoronidae and the basal phylogeny of the Lepidoptera-Glossata (abstract), in Invertebrate Taxonomy, vol. 10, n. 6, Melbourne, CSIRO, 1996,  pp. 1199–1302, DOI:10.1071/IT9961199, ISSN 0818-0164 (WC · ACNP), OCLC 842755705.
- (EN) Pellmyr, O.; Balcázar-Lara, M.; Althoff, D. M.; Segraves, K. A.; Leebens-Mack, J., Phylogeny and life history evolution of Prodoxus yucca moths (Lepidoptera: Prodoxidae) (abstract), in Systematic Entomology, vol. 31, n. 1, Oxford, Blackwell Publishing, 28 febbraio 2005,  pp. 1–20, DOI:10.1111/j.1365-3113.2005.00301.x/abstract, ISSN 0307-6970 (WC · ACNP), LCCN 76646885, OCLC 441169879.
- (EN) Pellmyr, O.; Krenn, H. W., Origin of a complex key innovation in an obligate insect-plant mutualism (PDF), in Proceedings of the National Academy of Sciences of the United States of America, vol. 99, n. 8, Washington, D.C., The Academy, 2002,  pp. 5498–5502, DOI:10.1073/pnas.072588699, ISSN 0027-8424 (WC · ACNP), LCCN 16010069, OCLC 110748804, PMID 11960006.
- (EN) Pellmyr, O. and Leebens Mack, J., Forty million years of mutualism: evidence for Eocene origin of the yucca-yucca moth association (PDF), in Proceedings of the National Academy of Sciences of the United States of America, vol. 96, n. 16, Washington, D.C., The Academy, agosto 1999,  pp. 9178–9183, DOI:10.1038/372257a0, ISSN 0027-8424 (WC · ACNP), LCCN 16010069, OCLC 121288798, PMID 10430916.
- (EN) Pellmyr, O. and Leebens-Mack, J.,, Reversal of mutualism as a mechanism for adaptive radiation of yucca moths (abstract), in American Naturalist, vol. 156, S4, Salem, Mass., Essex Institute, ottobre 2000,  pp. S62-S76, DOI:10.1086/303416, ISSN 0003-0147 (WC · ACNP), LCCN 12030247, OCLC 4641129428.
- (EN) Powell, J. A., Interrelationships of yuccas and yucca moths (abstract), in Trends in Ecology & Evolution, vol. 7, n. 1, Amsterdam, Elsevier Science Publishers B.V., 1992,  pp. 10–15, DOI:10.1016/0169-5347(92)90191-D, ISSN 0169-5347 (WC · ACNP), LCCN 92645980, OCLC 4929000417.
- (EN) Riley, C. V., Further remarks on Pronuba yuccasella, and on the pollination of Yucca (PDF), in Transactions of the Academy of Science of St. Louis, vol. 3, St. Louis, Academy of Science, 1877,  pp. 568-573, ISSN 0096-3852 (WC · ACNP), LCCN 12030020, OCLC 1460721.
- (EN) Riley, C. V., The true and the bogus yucca moth; with remarks on the pollination of Yucca (PDF), in American Entomologist, vol. 3, n. 6, New York, The Hub Pub Co., 1880,  pp. 141-145, LCCN 87027449, OCLC 714676742.
- (EN) Riley, C. V., On a new tineid genus allied to Pronuba (PDF), in American Entomologist, vol. 3, n. 6, New York, Max Jaegerhuber, 1880a,  pp. 155-156, LCCN 03026802, OCLC 8886684.
- (EN) Riley, C. V., A parasite on Prodoxus decipiens (PDF), in American Entomologist, vol. 3, n. 6, New York, Max Jaegerhuber, 1880b,  pp. 156, LCCN 03026802, OCLC 8886684.
- (EN) Riley, C. V., Further remarks on the differences between Pronuba and Prodoxus (PDF), in American Entomologist, vol. 3, n. 7, New York, Max Jaegerhuber, 1880c,  pp. 182, LCCN 03026802, OCLC 8886684.
- (EN) Riley, C. V., Further notes on the Pollination of Yucca and on Pronuba and Prodoxus (PDF), in Proceedings of the American Association for the Advancement of Science, vol. 29, Salem, Permanent Secretary, 1881,  pp. 617–639, 16 figg., ISSN 1064-9212 (WC · ACNP), LCCN sn92000313, OCLC 71115015.
- (EN) Riley, C. V., On the oviposition of Prodoxus decipiens (PDF), in American Naturalist, vol. 16, n. 1, Salem, Mass., Essex Institute, gennaio 1882,  pp. 62-63, ISSN 0003-0147 (WC · ACNP), LCCN 12030247, OCLC 1480477.
- (EN) Riley, C. V., Observations on the fertilization of Yucca and on structural and anatomical peculiarities in Pronuba and Prodoxus (PDF), in American Naturalist, vol. 17, n. 2, Salem, Mass., Essex Institute, febbraio 1883,  p. 197, ISSN 0003-0147 (WC · ACNP), LCCN 12030247, OCLC 1480477.
- (EN) Riley, C. V., The yucca moth and Yucca pollination (PDF), in Annual report of the Missouri Botanical Garden, vol. 3, St. Louis, Board of Trustees, 1892a,  pp. 99-158; tavv. 34-43, DOI:10.5962/bhl.title.818, ISSN 0893-3243 (WC · ACNP), LCCN 06022506, OCLC 11403140.
- (EN) Riley, C. V., New Species of Prodoxidae (PDF), in Proceedings of the Entomological Society of Washington, vol. 2, n. 3, Washington D.C., Entomological Society of Washington, 31 dicembre 1892,  pp. 312-319, ISSN 0013-8797 (WC · ACNP), LCCN 08018808, OCLC 630167895.
- (EN) Riley, C. V., Further notes on yucca insects and Yucca pollination (PDF), in Proceedings of the Biological Society of Washington, vol. 8, Washington D.C., Biological Society of Washington, 1893,  pp. 42-53, ISSN 0006-324X (WC · ACNP), LCCN sf85009020, OCLC 12139006.
- (EN) Riley, C. V., Further notes on yucca insects and Yucca pollination (PDF), in Proceedings of the Biological Society of Washington, vol. 8, Washington D.C., Biological Society of Washington, 1893,  pp. 42-53, ISSN 0006-324X (WC · ACNP), LCCN sf85009020, OCLC 12139006.
- (EN) Svensson, G. P.; Althoff, D. M. and Pellmyr, O., Replicated host-race formation in bogus yucca moths: genetic and ecological divergence of Prodoxus quinquepunctellus on yucca hosts (PDF), in Evolutionary Ecology Research, vol. 7, n. 8, Tucson, Evolutionary Ecology, 2005,  pp. 1139–1151, ISSN 1522-0613 (WC · ACNP), LCCN 99111641, OCLC 108483664.
- (EN) Wagner, D. L. & Powell, J. A., A New Prodoxus from Yucca baccata: First Report of a Leaf-Mining Prodoxine (Lepidoptera: Prodoxidae) (abstract), in Annals of the Entomological Society of America, vol. 81, n. 4, College Park, Md., Entomological Society of America, 1º luglio 1988,  pp. 547–553, DOI:10.1093/aesa/81.4.547, ISSN 0013-8746 (WC · ACNP), LCCN 08018807, OCLC 5722256472.
- (DE) Weidner, H., Beiträge zur Morphologie und Physiologie des Genital-apparates der Weiblichen Lepidopteren, in Zeitschrift für Angewandte Entomologie, vol. 21, 1935,  pp. 239–290, ISSN 0044-2240 (WC · ACNP), OCLC 1770418.
- (EN) Yoder, J. B.; Smith, C. I.; Pellmyr, O., How to become a yucca moth: Minimal trait evolution needed to establish the obligate pollination mutualism (PDF), in Biological Journal of the Linnean Society of London, vol. 100, n. 4, Londra, Blackwell, 1º agosto 2010,  pp. 847–855, DOI:10.1111/j.1095-8312.2010.01478.x, ISSN 0024-4066 (WC · ACNP), LCCN 79646319, OCLC 5153709232, PMID 20730026.
- (EN) Ziv, Y.; Bronstein, J. L., Infertile seeds of Yucca schottii: a beneficial role for the plant in the yucca-yucca moth mutualism? (abstract), in Evolution Ecology, vol. 10, n. 1, Londra, Chapman and Hall, gennaio 1996,  pp. 63–76, DOI:10.1007/BF01239347, ISSN 0269-7653 (WC · ACNP), LCCN 94648268, OCLC 5655262425.

### Testi
- (EN) Capinera, J. L. (Ed.), Encyclopedia of Entomology, 4 voll., 2nd Ed., Dordrecht, Springer Science+Business Media B.V., 2008,  pp. lxiii + 4346, ISBN 978-1-4020-6242-1, LCCN 2008930112, OCLC 837039413.
- (EN) Chapman, R. F., The insects: structure and function, 4ª edizione, Cambridge, Cambridge University Press, 1998,  pp. xvii, 770, ISBN 0-521-57048-4, LCCN 97035219, OCLC 37682660.
- (EN) Common, I. F. B., Moths of Australia, Slater, E. (fotografie), Carlton, Victoria, Melbourne University Press, 1990,  pp. vi, 535, 32 con tavv. a colori, ISBN 9780522843262, LCCN 89048654, OCLC 220444217.
- (EN) Frack, D.C., A systematic study of prodoxine moths (Adelidae: Prodoxinae) and their hosts (Agavaceae), with descriptions of the subfamilies of Adelidae (s. lat.) [M.S. thesis], Pomona, CA, California State Polytechnic University, 1982,  p. 209, ISBN non esistente, OCLC 9032725.
- (EN) Gilbert, F. S. (ed.), Insect life cycles: genetics evolution and coordination, Londra, Berlino, New York, Springer-Verlag, 1990,  pp. xiv, 258, ISBN 978-1-4471-3466-4, LCCN 90009947, OCLC 21672122.
- (EN) Godman & Salvin, Biologia Centrali-Americana (PDF), Vol. 4 - Lepidoptera Heterocera - Tineina, Pterophorina, Orneodina, and Pyralidina and Hepialina, Londra, R. H. Porter, 1914  [1879-1915],  pp. xii, 482, DOI:10.5962/bhl.title.730, ISBN non esistente, LCCN agr05000503, OCLC 224346041.
- (EN) Grimaldi, D. A.; Engel, M. S., Evolution of the insects, Cambridge [U.K.]; New York, Cambridge University Press, maggio 2005,  pp. xv + 755, ISBN 978-0-521-82149-0, LCCN 2004054605, OCLC 56057971.
- (EN) Groman, J. D., Population Genetics and Life History Consequences of a Recent Host Shift in the Bogus Yucca Moth Prodoxus quinquepunctellus (Prodoxidae) [M.S. Thesis], Nashville, Tennessee, Vanderbilt University, 1999,  pp. viii, 74, ISBN non esistente, OCLC 44211605.
- (EN) Heppner, J. B. (Ed.), Lepidopterorum catalogus: new series, vol. 1, Primitive Microlepidoptera (Micropterigoidea - Incuvarioidea), Leida; New York, E. J. Brill / Flora & Fauna Publications, 1989, ISBN 9780916846459, LCCN 88020258, OCLC 18163823.
- (EN) Hering, E. M., Biology of the Leaf Miners, s'-Gravenhage, W. Junk, 1951,  pp. iv + 420, ISBN 978-9401571982, LCCN 52001318, OCLC 1651676.
- (EN) Hodges, R. W. et al. (Eds.), Check list of the Lepidoptera of America north of Mexico: including Greenland, Londra / Washington, D.C., E.W. Classey / Wedge Entomological Research Foundation, giugno 1983,  pp. xxiv + 284, ISBN 978-0860960164, OCLC 9748761.
- (EN) Kristensen, N. P. (Ed.), Handbuch der Zoologie / Handbook of Zoology, Band 4: Arthropoda - 2. Hälfte: Insecta - Lepidoptera, moths and butterflies, Kükenthal, W. (Ed.), Fischer, M. (Scientific Ed.), Teilband/Part 35: Volume 1: Evolution, systematics, and biogeography, ristampa 2013, Berlino, New York, Walter de Gruyter, 1999  [1998],  pp. x, 491, ISBN 978-3-11-015704-8, OCLC 174380917.
- (EN) McDunnough, J., Check list of the Lepidoptera of Canada and the United States of America, Part 2, Microlepidoptera, collana Memoirs of the Southern California Academy of Sciences, vol. 2, n. 1, Los Angeles, Southern California Academy of Sciences, 1939,  p. 171, ISBN 978-1258534660, LCCN 39006358, OCLC 277328441.
- (EN) McKelvey, S. D. (Ed.), Yuccas of the Southwestern United States, part 2, Jamaica Plain, Massachusetts, The Arnold Arboretum of Harvard University, 1947,  pp. 192, 65 tavv., ISBN non esistente, LCCN 40000641, OCLC 893423.
- (EN) Naumann, I. D. (Ed.), The Insects of Australia: a textbook for students and research workers, Slater, E. (fotografie), Vol. 2, (2nd edn.), Carlton, Victoria e Londra, Melbourne University Press & University College of London Press, 1991,  p. 1137, ISBN 9780522844542, OCLC 25292688.
- (EN) Needham, J. O.; Frost, S. W. & Tothill, B., Leaf-mining Insects (PDF), Baltimora, WilIiams & Williams Co., 1928,  pp. viii, 351, ISBN non esistente, LCCN 28013104, OCLC 1533611.
- (EN) Peterson, A., Larvae of Insects: An Introduction to Nearctic Species Part I: Lepidoptera and Plant Infesting Hymenoptera, Columbus, Ohio, Edwards Brothers, Inc., gennaio 1960,  p. 315, ISBN non esistente, LCCN 57023507, OCLC 70495898.
- (EN) Powell, J. A., Biological interrelationships of moths and Yucca schottii, collana University of California Publications in Entomology, Berkeley, CA, University of California Press, 1984,  pp. vii, 93, ISBN 978-0520096813, LCCN 83001308, OCLC 9280583.
- (EN) Powell, J. A. & Opler, P. A., Moths of Western North America, Berkeley, California, University of California Press, maggio 2009,  pp. xiii, 369 pages, 132, ISBN 9780520251977, LCCN 2008048605, OCLC 646846811.
- (EN) Powell, J. A. and Mackie, R. A., Biological interrelationships of moths and Yucca whipplei (Lepidoptera: Gelechiidae, Blastobasidae, Prodoxidae), collana University of California publications in entomology, Vol. 42, Berkeley, CA, University of California Press, 1966,  p. 59, ISBN non esistente, LCCN 66064357, OCLC 831595.
- Schenkl, F.; Brunetti, F., Dizionario Greco-Italiano/Italiano-Greco, a cura di Meldi D., collana La creatività dello spirito, Berrettoni G. (nota bibliografica), La Spezia, Casa del Libro - Fratelli Melita Editori, dicembre 1991  [1990],  pp. xviii, 972, 14 tavv.,  538, ISBN 978-8840366937, OCLC 797548053.
- (EN) Scoble, M. J., The Lepidoptera: Form, Function and Diversity, seconda edizione, London, Oxford University Press & Natural History Museum, 2011  [1992],  pp. xi, 404, ISBN 978-0-19-854952-9, LCCN 92004297, OCLC 25282932.
- (EN) Smith, J. B., List of the Lepidoptera of Boreal America (PDF), Skinner, H. T., Philadelphia, American Entomological Society, 1891,  p. 124, DOI:10.5962/bhl.title.1883, ISBN non esistente, LCCN agr05000241, OCLC 9093109.
- (EN) Stehr, F. W. (Ed.), Immature Insects, 2 volumi, seconda edizione, Dubuque, Iowa, Kendall/Hunt Pub. Co., 1991  [1987],  pp. ix, 754, ISBN 9780840337023, LCCN 85081922, OCLC 13784377.